# Кер, Джон, 3-й герцог Роксбург

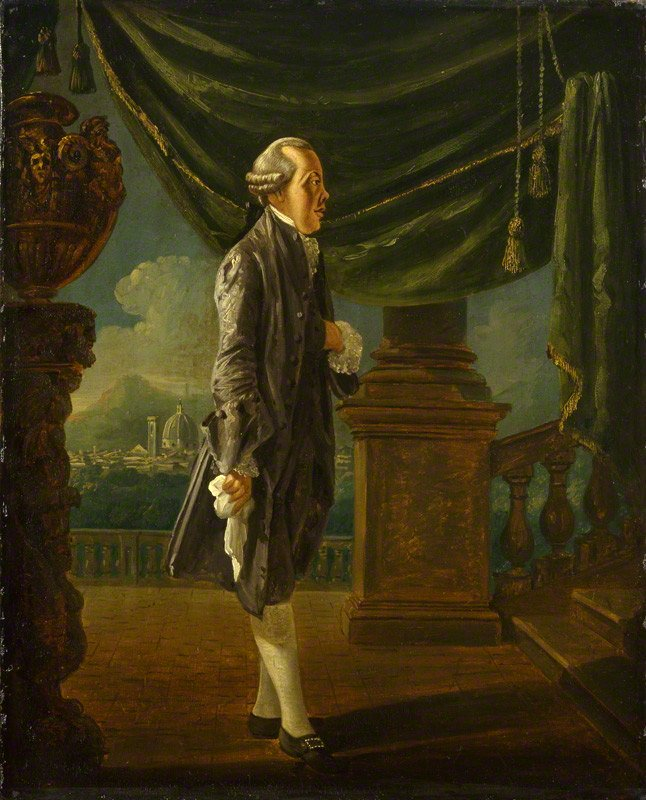
Джон Кер, 3-й герцог Роксбург, портрет Томаса Патча, около 1761 года

Джон Кер, 3-й герцог Роксбург (англ. John Ker, 3rd Duke of Roxburghe; 23 апреля 1740 — 19 марта 1804) — шотландский аристократ, пэр, придворный и библиофил.

## Ранняя жизнь
Родился 23 апреля 1740 года на Ганновер-сквер в Лондоне. Старший сын Роберта Кера, 2-го герцога Роксбурга (ок. 1709—1755), и Эссекс Мостин (? — 1764). Учился в Итонском колледже (Виндзор, графство Беркшир).
20 августа 1755 года после смерти своего отца Джон Кер унаследовал титул 3-го герцога Роксбурга, а также все остальные родовые титулы и владения.
Во время своего Большого турне в 1761 году он влюбился в герцогиню Кристиану Мекленбургскую (1735—1794), старшую дочь герцога Карла Людвига Фридриха Мекленбург-Стрелицкого. Между ними начались отношения. Герцог Роксбург занимался организацией бракосочетания короля. Вскоре после этого младшая сестра, Шарлотта Мекленбург-Стрелицкая, обручилась с королем Великобритании Георгом III. Брак между принцессой и герцогом Роксбургом мог бы состояться с разрешения её брата, герцога Адольфа Фридриха, но такого разрешения не последовало. Считалось дурным этикетом, если старшая сестра выходила замуж за кого-то более низкого ранга, чем младшая. По какой-то причине Джон Кер и Кристина расстались и остались одинокими до конца своих дней. Георг III признал жертву, которую принес Джон Кер, он был вознагражден высоким положением при дворе. Он был лордом опочивальни с 1767 года, был назначен кавалером Ордена Чертополоха в 1768 году. В 1796 году его назначили камергером стула и сделали тайным советником. Он был назначен рыцарем Подвязки в 1801 году.

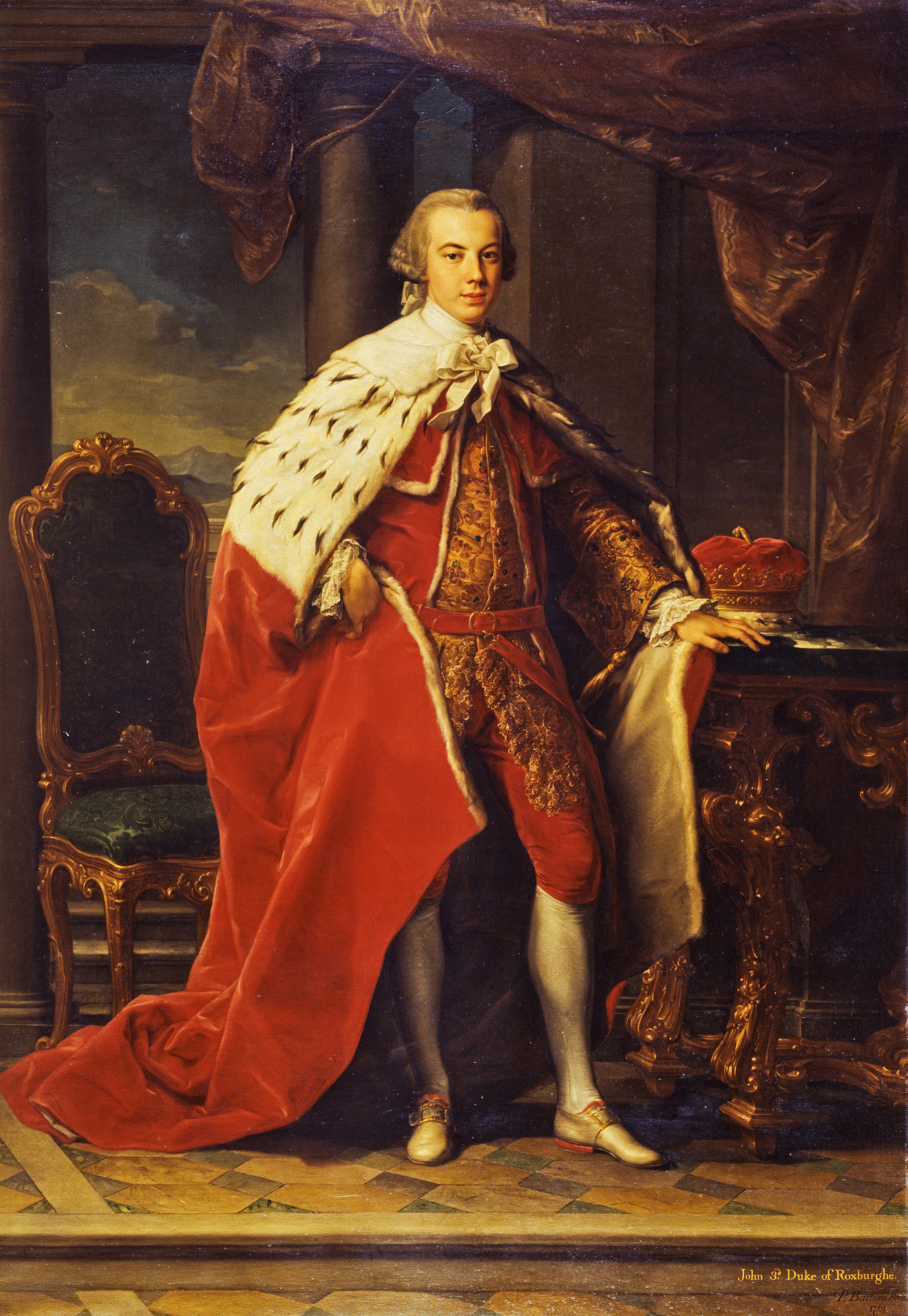
Джон Кер, 3-й герцог Роксбург, портрет Помпео Батони (1761 год)

## Библиофил
Находясь в Италии, Джон Кер увидел первое издание «Декамерона» Боккаччо, часто называемое изданием Вальдарферов. Это была легендарная книга, о которой многие говорили, что ее не существует. Он заплатил за нее 100 гиней и показал ее своим друзьям в Лондоне с огромным успехом. В течение следующих 40 лет он собирал древние и любопытные книги, в частности издания сочинений Шекспира и других произведений, в которых просто упоминался Шекспир. На момент его смерти в 1804 году в его собрании насчитывалось 10 000 предметов. В основном это были книги, но были также брошюры и листки с балладами. Его библиотека была продана с аукциона в 1812 году, что привело к образованию Роксбургский клуб. Его сборник баллад был позже опубликован под названием «Роксбургские баллады».
Он умер холостым и бездетным, и титулы графа Кера и барона Кера, которые были созданы для его отца в 1722 году в Пэрстве Великобритании, угасли. Его двоюродный брат Уильям Белленден, 7-й лорд Белленден, унаследовал герцогство и все его дочерние титулы.

## В популярной культуре
В романе «Джонатан Стрендж и мистер Норрелл» 2004 года британской писательницы Сюзанны Кларк упоминаются привязанность герцога к сестре королевы и их последующая разлука, что послужило предпосылкой для важного аспекта этой истории. Один из главных героев, Гилберт Норрелл, давно хотел изучить книги герцогской библиотеки, полагая, что там есть магические тексты. Герцог, будучи библиофилом и богачом, не видел причин предоставлять мистеру Норреллу такую возможность, и поэтому после смерти герцога новый герцог выставляет библиотеку на продажу, чтобы расплатиться с придворными долгами. В библиотеке герцога находилось несколько чрезвычайно редких и ценных томов, которые мистер Дж. Норрелл покупает на аукционе, что вызывает рост трений между ним и Джонатаном Стрендж.

## Титулатура
- 3-й герцог Роксбург (с 20 августа 1755)
- 7-й лорд Роксбург (с 20 августа 1755)
- 3-й виконт Броксмут (с 20 августа 1755)
- 3-й граф Келсо (с 20 августа 1755)
- 3-й маркиз Боумонт и Кессфорд (с 20 августа 1755)
- 7-й граф Кер из Кессфорда и Кавертауна (с 20 августа 1755)
- 7-й граф Роксбург (с 20 августа 1755)
- 3-й лорд Кер из Кессфорда и Кавертауна (с 20 августа 1755).
- 2-й барон Кер из Уэйкфилда, Йоркшир (с 20 августа 1755)
- 2-й граф Кер из Уэйкфилда, Йоркшир (с 20 августа 1755).